# وردراخن
وردراخن (به هلندی: Wordragen) یک منطقهٔ مسکونی در هلند است که در ماس‌دریل واقع شده‌است.